# Rumex knafii
Rumex knafii är en slideväxtart som beskrevs av Celak.. Rumex knafii ingår i släktet skräppor, och familjen slideväxter. Inga underarter finns listade i Catalogue of Life.